# 50 Cent
Curtis James Jackson III (født 6. juli 1975 i South Jamaica, Queens, New York City), bedre kendt under kunstnernavnet 50 cent, er en amerikansk rapper, skuespiller, iværksætter og investor. Han fik sit gennembrud i 2003 med albummet Get Rich or Die Tryin', der i dag har solgt mere end 15 millioner eksemplarer på verdensplan. Efterfølgeren The Massacre blev udgivet i 2005, og har solgt omkring 10 millioner eksemplarer på verdensplan.
Han er født og opvokset i arbejderkvarteret South Jamaica i New York bydelen Queens, og mistede sin mor som otte-årig. Som 12-årig begyndte han som pusher under "crack-kokain epidemien" i 1980'erne. Efter at have forladt narkomiljøet for at forfølge en rap-karriere, blev han i maj 2000 skudt ni gange foran sin mormors hus i Queens, men slap fra episoden uden alvorlige skader. Efter at have udgivet sit album Guess Who's Back? i 2002 blev han opdaget af rapperen Eminem og underskrevet til Interscope Records. Med hjælp fra Eminem og Dr. Dre, der producerede hans første store kommercielle succeser, blev 50 Cent en af verdens bedst sælgende rappere. I 2003 stiftede han pladeselskabet G-Unit Records, som underskrev flere succesrige rappere som Young Buck, Lloyd Banks og Tony Yayo.
50 Cent har været med i flere rap-konflikter med andre rappere, herunder Ja Rule, Nas, Fat Joe, Jadakiss, Cam'ron, Puff Daddy, Rick Ross og tidligere G-Unit medlemmer The Game og Young Buck. Foruden musikken har han også udgivet computerspil og medvirket i adskillige spillefilm, bl.a. i den selvbiografiske Get Rich or Die Tryin' i 2005, krigsfilmen Home of the Brave og thrilleren Righteous Kill i 2008, hvor han bl.a. spillede overfor Robert De Niro og Al Pacino. 50 Cent var rangeret som den sjette bedste kunstner i 2000'erne af Billboard magasinet. Magasinet rangerede ham også som den fjerde top mandlige kunstner og som den tredje top rapper bag Eminem og Nelly.
50 Cent har i dag solgt over 20 millioner album på verdensplan. Ud over musikken er han også kendt for sin serie af hovedtelefoner af mærket SMS Audio. Ligeledes har han også stifter af energidrikken kaldet Street King. Han arbejder i øjeblikket på sit femte album Street King Immortal, der endnu ikke er udgivet.

## Diskografi
Studiealbum
- Get Rich or Die Tryin' (2003)
- The Massacre (2005)
- Curtis (2007)
- Before I Self Destruct (2009)
- Animal Ambition (2014)
- Street King Immortal (TBA)

## Filmografi
- The Simpsons i episoden Pranksta Rap (2005) (som Curtis Jackson)
- Get Rich or Die Tryin (2005) (som Marcus (Curtis Jackson))
- Home of the Brave (2006) (som Jamal Aiken (Curtis Jackson))
- Righteous Kill (2008) (som Spider (Curtis Jackson))
- Streets of Blood (2009) (som Stan Green)
- Before I Self Destruct (2009) (som Clarence)
- Things fall apart (2010)
- Caught in the Crossfire (2010)
- Twelve (2010)
- 13: Thirteen (2010)
- Gun (2010)
- Setup (2011)
- Freelancers (2012)
- Spy (2015)
- Den of thieves (2018)